# Callisphecia
Callisphecia é um gênero de traça pertencente à família Brachodidae.